# 남연군 분묘 도굴 사건
남연군 분묘 도굴 사건(南延君墳墓盜掘事件)은 1868년 고종 5년 상인이자 학자인 독일인 에른스트 오페르트가 충청도 덕산(德山)에 있는, 흥선대원군의 아버지인 남연군(南延君)의 묘를 도굴하려다 실패한 사건이다. 에른스트 오페르트 도굴 사건(Ernst Oppert 盜掘事件)으로도 불린다. 
이 일로 인해 병인박해 때부터 시작된 천주교에 대한 탄압이 더욱 거세졌고 대원군의 통상수교거부정책은 더욱 강화되었다.

## 개설
중국 상하이에서 상업에 종사하던 오페르트는 1866년 고종 3년, 쇄국중이었던 조선과 통상을 요구하였으나 2차례나 거절당한다. 오페르트는 천주교 탄압에 보복한다는 명분하에 1868년 고종 5년에 차이나號(호)를 빌려서 충청도 아산만에 내항해 덕산군에 상륙해  흥선대원군의 부친인 남연군 묘를 도굴하려다 실패했다.
급보를 받고 충청 감사가 군병을 급히 파견했을 때는 오페르트 일행이 돌아가고 난 뒤였다. 오페르트 일행은 다시 북항(北航)해 인천 영종도(永宗島) 앞바다에 들어와 개국 통상을 교섭코자 관리 파견을 요청했으나 조선 수비병과 충돌해 아무 성과도 없이 상하이로 돌아갔다. 남연군 분묘 도굴 사건은 후일 흥선대원군의 통상 수교 거부 정책에 영향을 미치는 사건이 된다.
워낙 오페르트는 조선의 사신 1명을 초빙하고 세계 일주를 시키려던 계획이었다.

## 사진

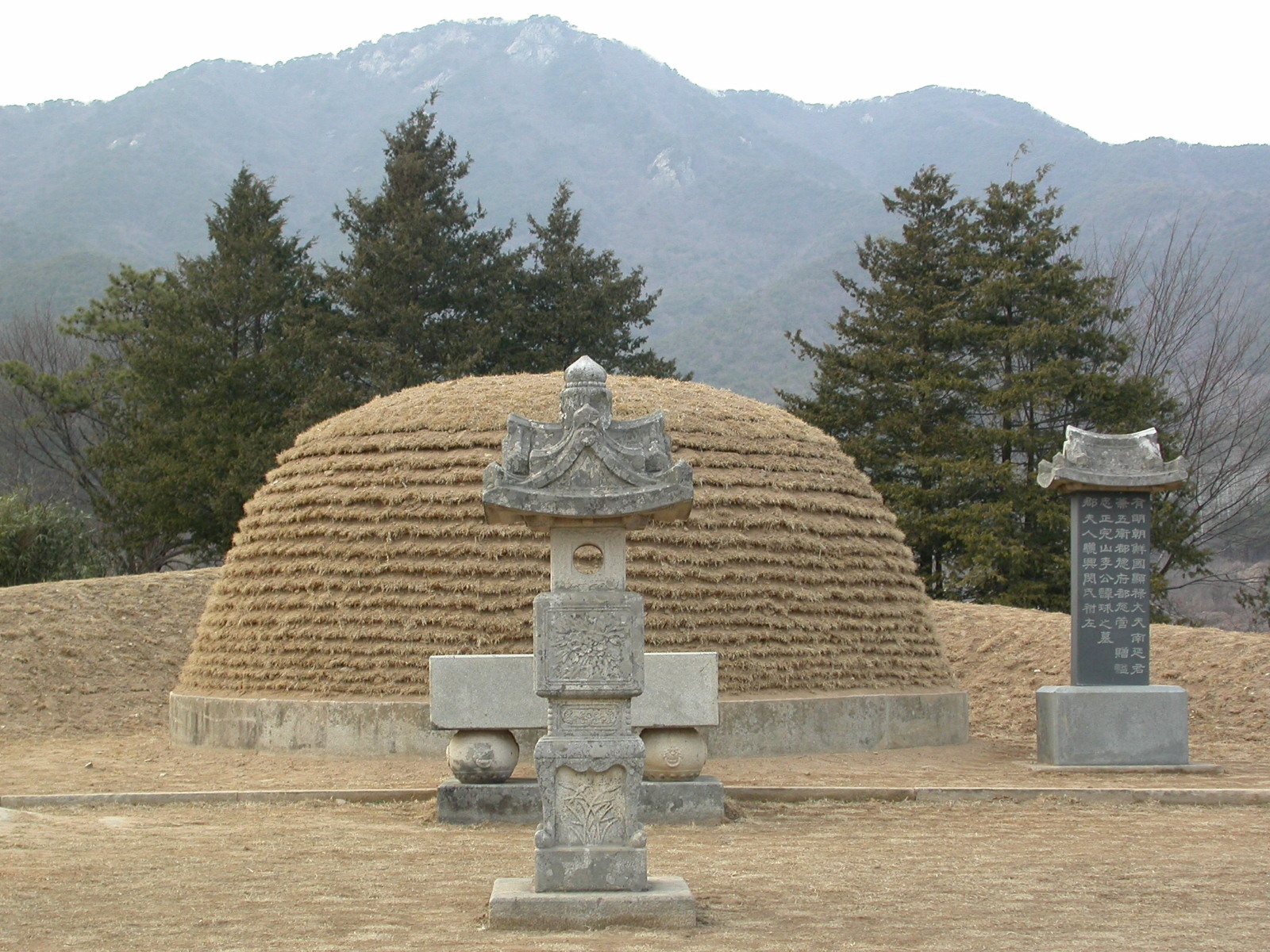
남연군의 묘
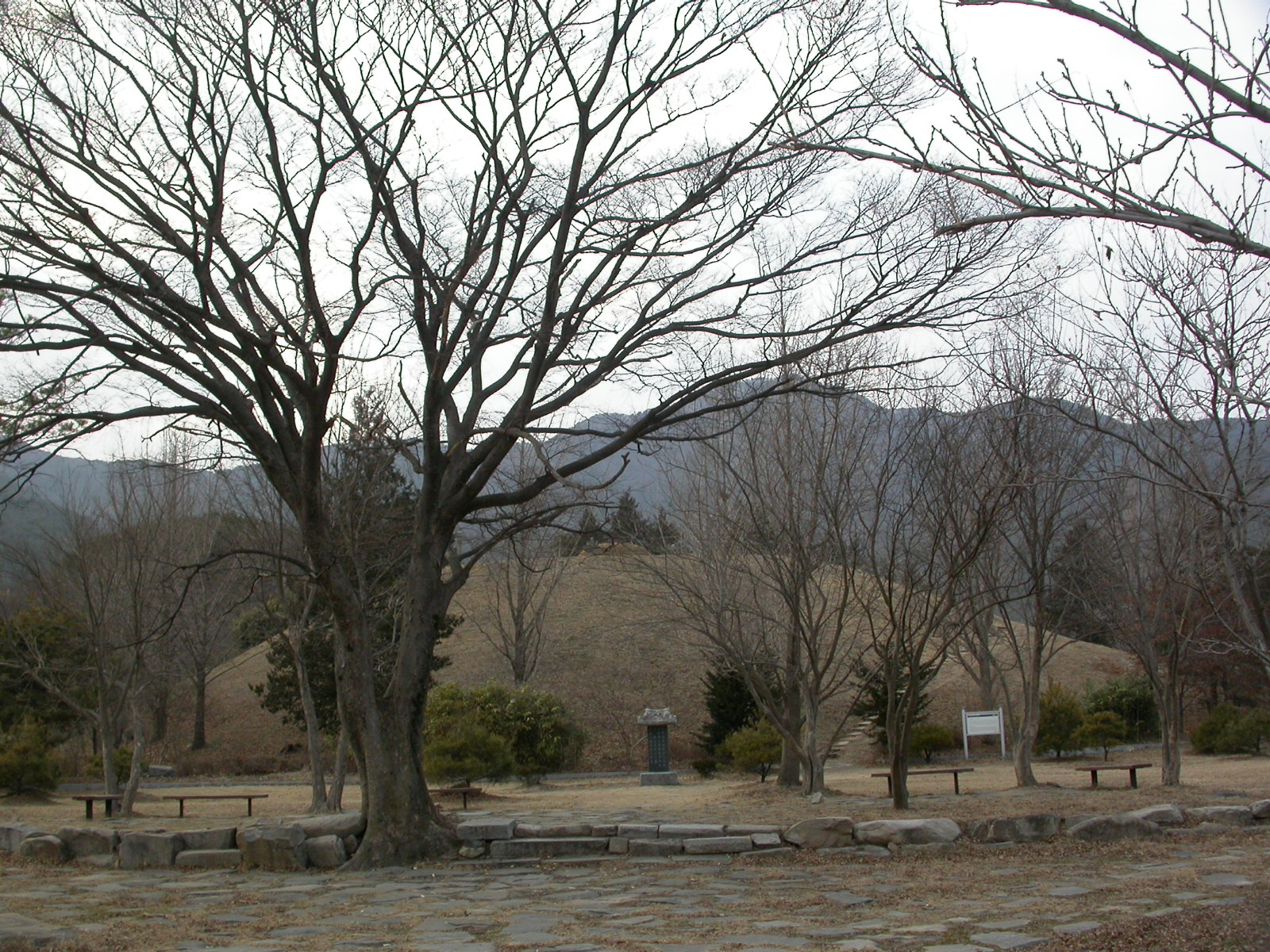
남연군의 묘 원경

## 같이 보기
- 흥선대원군
- 파리 외방전교회
  - 스타니슬라스 페롱(Stanislas Féron)
- 프레더릭 헨리 배리 젠킨스(Frederick Henry Barry Jenkins) - 도굴 기획 물주
- 남연군의묘 - 충청남도 기념물 제80호

## 참고 문헌
- 이 문서에는 다음커뮤니케이션(현 카카오)에서 GFDL 또는 CC-SA 라이선스로 배포한 글로벌 세계대백과사전의 "〈왕권의 재확립과 쇄국책〉" 항목을 기초로 작성된 글이 포함되어 있습니다.